# NGC 7414
NGC 7414 é uma galáxia lenticular (S0) localizada na direcção da constelação de Pegasus. Possui uma declinação de +13° 14' 56" e uma ascensão recta de 22 horas, 55 minutos e 24,3 segundos.
A galáxia NGC 7414 foi descoberta em 2 de Setembro de 1886 por Lewis A. Swift.